# 22958 Rohatgi
22958 Rohatgi è un asteroide della fascia principale. Scoperto nel 1999, presenta un'orbita caratterizzata da un semiasse maggiore pari a 2,9880580 UA e da un'eccentricità di 0,0670370, inclinata di 3,20067° rispetto all'eclittica.